# François Tombalbaye
François Tombalbaye, chiamato anche Ngarta Tombalbaye (Bessada, 15 giugno 1918 – N'Djamena, 13 aprile 1975), è stato un insegnante, sindacalista e politico ciadiano.
Fu il primo Presidente del Ciad.

## Biografia
Nato nella regione meridionale del paese, vicino alla cittadina di Koumra, divenne prima leader del Partito Progressista del Ciad e successivamente primo capo di governo del Ciad indipendente (11 agosto 1960).
Dopo l'indipendenza adottò una forma di governo autocratico, eliminando ogni opposizione, sia all'interno del suo partito che al di fuori, mettendo fuorilegge tutte le organizzazioni e i movimenti politici. Nel 1963 Tombalbaye sciolse l'Assemblea Nazionale in risposta ad una sommossa e sostituì gli amministratori di origini francesi con i meno competenti di origine autoctona. Impose inoltre un "Prestito Nazionale", incrementando la tassazione, per finanziare la nazionalizzazione di numerose attività economiche.
Sotto pressione francese, a partire dal 1969, avviò un graduale processo di liberalizzazione. Nelle elezioni del 1969, diverse centinaia di prigionieri politici furono liberate dalle carceri, ma Tombalbaye rimase l'unico candidato.
Nel 1972 Tombalbaye sciolse il suo partito, arrestandone tutti i dirigenti, e lo sostituì con il Movimento Nazionale per la Rivoluzione Culturale e Sociale (MNRCS) che promosse l'"africanizzazione" del paese: la capitale Fort-Lamy fu rinominata N'Djamena e Tombalbaye stesso cambiò il suo nome da François a Ngarta. Il cristianesimo venne denigrato, i missionari espulsi, e tutti i non-musulmani maschi della parte meridionale del paese, di età compresa tra i 16 e 50 anni, furono tenuti a sottoporsi ai tradizionali riti di iniziazione.
Il 13 aprile 1975, con l'aggravarsi della siccità che negli ultimi anni si era abbattuta sul paese, e dopo l'arresto di alcuni importanti funzionari del paese, un gruppo di soldati uccise Tombalbaye e insediò il generale Félix Malloum come nuovo capo di Stato.